# Jakov Ivanovič Alksnis
Jakov Ivanovič Alksnis (rusko Я́ков Ива́нович А́лкснис, latvijsko Jēkabs Alksnis), sovjetsko-latvijski revolucionar, boljševik, vojaški pilot in general, * 26. januar (14. januar, ruski koledar) 1897, Rūjiena, Lifljandska gubernija, Ruski imperij (sedaj Latvija), † 29. julij 1938, Komunarski poligon, Sovjetska zveza.

## Življenje in vojaška pot
Rodil se je v latvijski družini. Njegov oče je bil dninar. V rusko vojsko se je vključil leta 1917. Po končanju Odeške šole praporščakov so ga poslali v enote Zahodne fronte. Tu je poveljeval 12. četi 11. sibirskega polka 20. armade. Leta 1916 je vstopil v RSDRP in postal boljševik. Maja 1919 je vstopil v Rdečo armado. Vodil je razbitje belogardističnih in uporniških odredov v Orjolski guberniji in protisovjetskih kozaških odredov na Donu.
Leta 1924 je diplomiral na Vojaški akademiji Frunzeja. Med letoma 1924 in 1926 je bil načelnik in komisar Uprave opreme in služb vojske, med letoma 1926 in 1931 pa namestnik načelnika Vojnega letalstva Rdeče armade.
Leta 1931 je postal poveljnik Vojnega letalstva in član Revolucionarnega vojaškega sovjeta SZ. Pozneje je bil tudi član Vojaškega sovjeta ljudskega komisariata obrambe. Januarja 1937 je postal namestnik ljudskega komisarja obrambe za letalstvo.
Sodeloval je v izvrševanju represalij v Rdeči armadi. Bil je član Posebnega sodnega urada Vrhovnega sodišča, ki je 11. junija 1937 na smrt obsodilo skupino vojaških oseb z maršalom Tuhačevskim na čelu. Tudi njega je doletela podobna usoda. 23. novembra 1937 so ga razrešili vseh nalog in služb, ga izključili iz VKP(b) ter zaprli pod obtožbo sodelovanja pri organizaciji in vodenju »latvijske fašistične organizacije« v RKKA. Med drugim so ga zaprli po navedbah preiskave komkora Ingaunisa, poveljnika Vojnega letalstva Oddeljene Daljnovzhodne armade. Med preiskavo so Alksnisa zelo mučili. Ustreljen je bil na Komunarskem poligonu po razsodbi Vojaškega kolegija Vrhovnega sodišča SZ. Rehabilitiran in ponovno vključen v partijo je bil leta 1957.

## Napredovanja
- 1935 - komandarm 2. stopnje

## Odlikovanja
- red Lenina
- red rdeče zastave
- red rdeče zvezde
- mongolski red rdeče zastave